# Cardonal
Esta página se refiere a una localidad. Para el municipio homónimo véase Municipio de Cardonal
Cardonal es una localidad mexicana, cabecera del municipio de Cardonal en el estado de Hidalgo.

## Toponimia
Cardonal tuvo en su fundación el nombre de "Bojay", de origen otomí compuesto de los vocablos "nbo" que significa "dentro" y "hai" que significa "tierra", es decir "Dentro de la Tierra", y más tarde en la llegada de los españoles en el siglo XVI se le otorga el nombre de "Cardonal", debido tal vez a que en esa región abunda el cardón.

## Historia
La zona fue habitada primero por tribus otomíes. Años más tarde Don Alfonso de Villaseca quien funda el pueblo dándole el nombre actual. Para 1545, los frailes agustinos venidos de Metztitlán ya habían empezado a evangelizar esta población. El 6 de marzo de 1827, se consigna Cardonal como ayuntamiento perteneciente al partido de Ixmiquilpan de la prefectura de Tula con la categoría política de pueblo. El 8 de agosto de 1865, se consigna Cardonal como municipalidad perteneciente al distrito de Actopan.

## Geografía
La localidad se encuentra en la región del Valle del Mezquital, le corresponden las coordenadas geográficas 20°36′48.199″ de latitud norte y 99°7′1.448″ de longitud oeste, con una altitud de 2048 m s. n. m. Su terreno es de sierra principalmente; y se encuentra en la provincias fisiográfica del Sierra Madre Oriental, y dentro de la subprovincia del Carso Huasteco. En lo que respecta a la hidrología se encuentra posicionado en la región del Pánuco, dentro de la cuenca del río Moctezuma, y en las subcuenca del río Actopan.

### Clima
Presenta un clima templado subhúmedo con lluvias en verano, de humedad media; con una temperatura anual de 12 °C a 22 °C y una precipitación pluvial media de 300 a 1100 milímetros.
| Parámetros climáticos promedio de Cardonal    | Parámetros climáticos promedio de Cardonal | Parámetros climáticos promedio de Cardonal | Parámetros climáticos promedio de Cardonal | Parámetros climáticos promedio de Cardonal | Parámetros climáticos promedio de Cardonal | Parámetros climáticos promedio de Cardonal | Parámetros climáticos promedio de Cardonal | Parámetros climáticos promedio de Cardonal | Parámetros climáticos promedio de Cardonal | Parámetros climáticos promedio de Cardonal | Parámetros climáticos promedio de Cardonal | Parámetros climáticos promedio de Cardonal | Parámetros climáticos promedio de Cardonal |
| Mes                                           | Ene.                                       | Feb.                                       | Mar.                                       | Abr.                                       | May.                                       | Jun.                                       | Jul.                                       | Ago.                                       | Sep.                                       | Oct.                                       | Nov.                                       | Dic.                                       | Anual                                      |
| --------------------------------------------- | ------------------------------------------ | ------------------------------------------ | ------------------------------------------ | ------------------------------------------ | ------------------------------------------ | ------------------------------------------ | ------------------------------------------ | ------------------------------------------ | ------------------------------------------ | ------------------------------------------ | ------------------------------------------ | ------------------------------------------ | ------------------------------------------ |
| Temp. máx. abs. (°C)                          | 38.0                                       | 39.0                                       | 43.0                                       | 44.0                                       | 34.0                                       | 43.0                                       | 41.0                                       | 38.0                                       | 38.0                                       | 38.0                                       | 39.0                                       | 39.0                                       | 44.0                                       |
| Temp. máx. media (°C)                         | 23.3                                       | 24.9                                       | 27.1                                       | 29.7                                       | 29.5                                       | 27.4                                       | 25.8                                       | 25.9                                       | 24.7                                       | 24.2                                       | 23.8                                       | 23.5                                       | 25.8                                       |
| Temp. media (°C)                              | 14.3                                       | 15.5                                       | 17.6                                       | 19.9                                       | 20.4                                       | 19.6                                       | 18.6                                       | 18.6                                       | 17.8                                       | 16.6                                       | 15.5                                       | 14.8                                       | 17.4                                       |
| Temp. mín. media (°C)                         | 5.4                                        | 6.2                                        | 8.1                                        | 10.1                                       | 11.3                                       | 11.7                                       | 11.3                                       | 11.2                                       | 10.9                                       | 9.1                                        | 7.5                                        | 6.1                                        | 9.1                                        |
| Temp. mín. abs. (°C)                          | -6.0                                       | -3.0                                       | -5.0                                       | -4.0                                       | 3.0                                        | 1.0                                        | 5.0                                        | 4.0                                        | 2.0                                        | 0.0                                        | -2.0                                       | -8.0                                       | -8.0                                       |
| Precipitación total (mm)                      | 9.6                                        | 13.7                                       | 8.6                                        | 22.1                                       | 41.3                                       | 58.5                                       | 58.6                                       | 49.0                                       | 67.9                                       | 41.4                                       | 13.4                                       | 4.1                                        | 388.2                                      |
| Días de lluvias (≥ 0.1)                       | 2.9                                        | 3.5                                        | 2.5                                        | 4.9                                        | 6.4                                        | 9.3                                        | 10.4                                       | 11.8                                       | 10.0                                       | 8.4                                        | 4.9                                        | 2.6                                        | 77.0                                       |
| Fuente: Servicio Meteorológico Nacional. 2015 |                                            |                                            |                                            |                                            |                                            |                                            |                                            |                                            |                                            |                                            |                                            |                                            |                                            |

## Demografía
De acuerdo con el Censo de Población y Vivienda 2020 del INEGI; la localidad tiene una población de 755 habitantes, lo que representa el 3.89 % de la población municipal. De los cuales 352 son hombres y 403 son mujeres; con una relación de 89.66 hombres por 100 mujeres.
Las personas que hablan alguna lengua indígena, es de 156 personas, alrededor del 20.66 % de la población de la ciudad. En la ciudad hay 6 personas que se consideran afromexicanos o afrodescendientes, alrededor del 0.79 % de la población de la ciudad.
De acuerdo con datos del censo INEGI 2020, unas 569 declaran practicar la religión católica; unas 87 personas declararon profesar una religión protestante o cristiano evangélico; 0 personas declararon otra religión; y unas 96 personas que declararon no tener religión o no estar adscritas en alguna.
| Gráfica de evolución demográfica de Cardonal entre 1900 y 2020                               |
|                                                                                              |
| Población de los censos y conteos del Instituto Nacional de Estadística y Geografía (INEGI). |

## Economía
Tiene un grado de marginación bajo y un grado de rezago social muy bajo. Las principales actividades económicas son el comercio y la agricultura.